# Jökulsárlón
Jökulsárlón (islandská výslovnost [ˈjœːkʏlsˌaurˌlouːn]IPA,  poslech) je velké ledovcové jezero v jižní části národního parku Vatnajökull na Islandu. Nachází se v bezprostřední blízkosti ledovce Breiðamerkurjökull a vzniklo poté, co ledovec začal ustupovat z okraje Atlantského oceánu. Od té doby se jezero vlivem tání ledovců různou rychlostí zvětšuje. V současnosti je vzdáleno od okraje oceánu asi 8 km a zaujímá plochu asi 18 km2. S maximální hloubkou okolo 284 m se jedná o nejhlubší jezero na Islandu. Od 70. let 20. století se velikost jezera zčtyřnásobila.
Jökulsárlón se stal dějištěm čtyř hollywoodských filmů: Vyhlídka na vraždu, Dnes neumírej, Lara Croft – Tomb Raider a Batman začíná. V roce 1991 vydal Island poštovní známku s nominální hodnotou 26 islandských korun, na níž je vyobrazen Jökulsárlón.